# Kema
La Kema (russe : Кема) est une rivière appartenant au bassin de la Volga de 150 km de long, située dans l'oblast de Vologda au nord de la Russie qui se jette dans le lac Beloïe. Son bassin est de 3 550 km2.
Ses affluents les plus importants sont l'Indomanka et la Korba.
La Kema prend sa source dans le lac du même nom (ou Kemskoïe), au nord-ouest de l'oblast de Vologda. Elle continue son cours vers le sud, bordée de forêts et parfois de marécages. Elle traverse la localité de Mirny et s'élargit à la hauteur de Pokrovskoïe. Elle se jette dans le lac Beloïe à la hauteur du village de Novokemsky.